# Cristóbal Galán
Cristóbal Galán (Aragó o València, ca 1620 - Madrid, 1684) fou compositor i mestre de capella del Barroc hispànic. Tot i ser un personatge clau en la música hispànica de la segona meitat del segle xvii, és un autor de qui es conserva poca informació.

## Obra i estil
La seva obra se centra principalment en el repertori eclesiàstic, amb alguna excepció de música profana de la qual només se'n conserven alguns fragments. Tot i així, el seu estil es caracteritza principalment per ser obert envers les innovacions de l'estil italià, tot marcant -o pressagiant- el camí que seguirà la música hispànica de principis de segle xviii.
Compongué villancets, misses, motets i responsoris.També es conserven obres seves en el Cancionero Musical de Onteniente.

### Obres
- Missa a 12
- Missa a 9
- Magnificat a 12
- La Pasión según San Juan, a 8 (1672)
- Letanía a 6
- Lamentaciones a 7
- 5 motetes: Hoc est corpus a 3. Laudate Dominum a 8. O beata virgo a 9. Salve a 5. Stella coeli a 8.
- Stabat mater para tres solistas, violín y bajo continuo.
- Villancicos a trece voces.
- Tonos divinos: atención al retrato.
- Tonos humanos.

## Recorregut
L'any 1651 va opositar, sense èxit, a la plaça de mestre de capella de la catedral de Segòvia. La plaça li fou denegada, segons L. Jamou, perquè estava casat. El 7 de desembre de 1653, però, constava en les nòmines dels cantors de la capella d'una església privada de Cagliari (Sardenya). El 1659 es trobava a Madrid, però al cap d'un any es va presentar per la plaça de mestre de capella a Màlaga, però el 15 de juliol del mateix any, un tribunal format per Francisco Navarro, Juan Montañés i Mateo Serrano, va desestimar la seva petició en considerar que no estava prou qualificat per a la plaça.
El 1664 fou sol·licitat per al magisteri de la Catedral de Segòvia, on succeí a Juan de León, fins al 22 de juliol de 1667. Aquest mateix any tornà a Madrid on fou nomenat per Maria Anna d'Àustria, vídua de Felip IV de Castella, mestre de capella del monestir de las Descalzas Reales. El 1675, Galán sol·licità la concessió del magisteri de la Capella Reial del Convento de la Encarnación, vacant per la defunció de Carlos Patiño. Tot i l'oposició del Patriarca de les Índies, de las Descalzas Reales i dels músics de la capella reial, la reina va intercedir a favor seu i li fou concedida la plaça l'1 de febrer de 1680.
La seva fama el va menar a constar en qualitat de censor de diferents tractats com Luz y norte musical de Ruiz de Ribayaz de 1677. Va traspassar el 23 de setembre de 1684, sent enterrat a les Descalzas Reales com a capellà titular que havia estat del convent. Es conserven nombroses obres seves als fons musicals de les catedral de Badajoz, Segovia, Salamanca, Valladolid, així com a al Biblioteca de Catalunya i al Fons CMar (fons de l'església parroquial de Sant Pere i Sant Pau de Canet de Mar).